# Fate (Texas)
Fate è una città degli Stati Uniti d'America, situata nello Stato del Texas, nella Contea di Rockwall.